# Гімн Судану
Nahnu Jundu l-Laahi, Jundu l-Watan (араб. نحن جند الله جند الوطن) — національний гімн Судану. Був затверджений після проголошення незалежності. До проголошення незалежності, зазначений гімн був офіційною піснею збройних сил Судану, проте незалежність настала настільки несподівано, що нове керівництво країни не встигло запропонувати новий варіант гімну.

## Тест гімну

### Оригінальний текст
نحن جند الله جند الوطن *** إن دعا داعي الفداء لم نخــن
نتحدى الموت عند المحن *** نشترى المجد بأغلى ثمن
هذه الأرض لنا فليعش *** سوداننا علماً بين الأمم
يابني السودان هذا رمزكم *** يحمل العبء ويحمى أرضكم
شعار شعب السودان الأبي رمز العزة والكرامة

### Переклад
Ми — армія Аллаха, армія вітчизни,

Ми ніколи не відступимо, коли нас закличуть до самопожертви.

За сміливу смерть, труднощі чи біль

Ми досягнемо слави за будь-яку ціну.

Хай живе наша земля — Судан,

Нехай вона вкаже шлях усім іншим націям.

Сини Судану, призвані на службу,

Виконають завдання охорони своєї землі.